# Томас Алофс
Томас Алофс (на немски: Thomas Allofs, роден на 17 ноември 1959 в Дюселдорф) е бивш германски футболист.
Заедно с брат си Клаус Алофс, Томас Алофс играе дълги години за Фортуна Дюселдорф. През 1982 г. той напуска отбора, с който печели два пъти Купата на Германия през 1979 и 1980 г. и играе финал за КНК, и преминава в Кайзерслаутерн. Там той прекарва 3 години, след което е трансфериран в Кьолн, където отново се събира с брат си. През 1989 г. с екипа на „козлите“ Алофс е голмайстор на първа дивизия, заедно с нападателя на Байерн Мюнхен Роланд Волфарт. През следващия сезон нападателят отива във френския Расинг Страсбург, където изкарва само един сезон, преди да се завърне в родината си и да заиграе за Фортуна Дюселдорф. Тежка контузия слага край на кариерата на футболиста през 1992 г.
Днес той притежава фирма за рециклиране на вторични суровини, заедно с бащата на съпругата си, и е работодател на 35 работници в Дюселдорф. Освен това е член и на управителния съвет на втородивизионния германски отбор Фортуна Дюселдорф.
Общо Алофс изиграва 25 мача за различните национални формации на Германия, но само 2 от тях са за първия отбор. Дебютът си с националната фланелка нападателят прави през 1985 г. при загубата в квалификациите за световно първенство срещу Португалия, когато влиза в игра на мястото на Пиер Литбарски. Другата среща за Германия идва три години по-късно през 1988 г. срещу Съветския съюз, когато Алофс играе пълни 90 минути за победата с 1:0.

## Статистика като футболист
- 2 мача с националния отбор (1985, 1988)
- 4 мача с Б-националния отбор; 1 гол (1979, 1980, 1982, 1986)
- 1 мач с аматьорския национален отбор (1978)
- 1 мач с олимпийския национален отбор (1983)
- 17 мача за младежкия национален отбор; 2 гола (1979, 1980, 1981, 1982)

- Първа Бундеслига
182 мача; 51 гола за Фортуна Дюселдорф
126 мача; 61 гола за Кайзерслаутерн
70 мача; 30 гола за Кьолн
- Купа на Германия
6 мача за Кьолн
- Втора френска дивизия
11 мача; 2 гола за Расинг Страсбург
- Купа на УЕФА
6 мача; 3 гола за Кьолн

## Успехи като играч
- КНК: Финал с Фортуна Дюселдорф
- Носител на Купата на Германия 1979 и 1980 г. с Фортуна Дюселдорф
- Първа Бундеслига: второ място през 1989 г. с Кьолн, трето място през 1988 г. с Кьолн, голмайстор на Първа Бундеслига през 1989 г.
- Национален отбор: европейски вицешампион за младежи през 1982 г.